# 第13方面軍 (日本軍)
第13方面軍（だいじゅうさんほうめんぐん）は、大日本帝国陸軍の方面軍の一つ。

## 沿革
1945年2月、本土決戦に備えた防衛軍の隷下部隊として編制され、司令官、参謀長及び参謀副長は東海軍管区の司令官、参謀長、参謀副長を兼任した。
1945年4月から新編成の第1総軍隷下に移り、6月には第54軍が隷下部隊に加わった。

## 基本情報
- 通称号：秀
- 編制時期：1945年2月1日
- 上級部隊：第1総軍
- 最終位置：名古屋

## 第13方面軍の人事

### 司令官
※東海軍管区司令官を兼任
- 岡田資（陸士23期：1945年2月1日～終戦

### 参謀長
※東海軍管区参謀長を兼任
- 藤村益蔵（陸士30期）：1945年2月1日 - 1945年7月5日
- 柴田芳三（陸士32期）：1945年7月5日 - 1945年10月22日
- 重安穐之助（陸士33期）：1945年10月22日 -

### 参謀副長
※東海軍管区参謀副長を兼任 
- 花本盛彦（陸士34期）：1945年4月30日 - 1945年6月1日
- 重安穐之助（陸士33期）：1945年6月1日 - 終戦

### 終戦時
- 司令官：岡田資中将
- 参謀長：柴田芳三少将
- 参謀副長：重安穐之助少将
- 高級参謀：大西一大佐
- 高級副官：米丸正熊大佐
- 兵器部長：梅津真少将
- 経理部長：吉川仲三郎主計中佐
- 軍医部長：猪坂威軍医中佐
- 獣医部長：簗瀬元獣医大佐
- 法務部長：岡田痴一法務少将（昭和20年6月10日法務中将）

## 隷下部隊
- 第54軍
  - 第143師団
  - 第224師団（編成中終戦）
  - 第355師団（編成中終戦）
  - 独立混成第97旅団
  - 独立混成第119旅団
  - 独立混成第120旅団
  - 第3砲兵司令部

- 第73師団
- 第153師団
- 第229師団
- 高射第2師団

### 直轄部隊
- 独立戦車第8旅団：当山弘道中将[1]
- 第9工兵隊司令部：小野口忱少将　 
  - 独立工兵第70大隊：瀧上信一少佐 　 　
  - 独立工兵第108大隊： 　 　 　
  - 独立工兵第116大隊：

砲兵部隊
- 砲兵情報第4連隊：笠松清少佐
- 独立山砲兵第15連隊：堀俊治中佐
- 独立重砲兵第38大隊：
- 独立重砲兵第41大隊：
- 自走砲第6大隊：
- 迫撃砲第15大隊：
- 迫撃砲第22大隊：

通信部隊　 　
- 電信第40連隊：花沢節郎少佐（最終位置：犬山）
- 電信第53連隊：福田清市少佐
- 第13方面軍通信隊：

兵站部隊　 　 　
- 第52兵站地区隊：（最終位置：名古屋）
- 第19野戦輸送司令部：飯塚純大佐（最終位置：名古屋）
- 海上輸送第24大隊：